# Aaron Wan-Bissaka
Aaron Wan-Bissaka (født 26. november 1997) er en engelsk professionel fodboldspiller som spiller for Premier League-klubben West Ham United.

## Klubkarriere

### Crystal Palace
Wan-Bissaka startede sin fodboldkarriere hos London-klubben Crystal Palace. Han var en del af klubbens akademi siden han var 11 år gammel. Det var under opvarmningskampe før 2017-18 sæsonen, at Wan-Bissaka skiftede fra at være højre midtbanespiller til højre back, efter Crystal Palace-træneren Frank de Boer havde været imponeret over hans defensive evner.
Wan-Bissaka fik sin førsteholdsdebut i en kamp imod Tottenham den 25. februar 2018, da Palace gik igennem en periode med mange skader. Wan-Bissaka imponerede med det samme, over etablerede sig selv som fast mand på højre back over den næste tid.
Wan-Bissaka gik ind i 2018-19 sæsonen som fast mand, og havde her sin bedste sæson til dato. Han var blandt de absolut bedste spillere til at tackle bolden i ligaen, og ved sæsonens udgang blev han kåret som årets spiller i Crystal Palace.

### Manchester United
Den 29. juni 2019 skiftede Wan-Bissaka til Manchester United. Han fik sin debut for Manchester United den 11. august 2019 i en sejr over Chelsea. Han scorede sit første professionelle mål den 17. oktober 2020 i en kamp imod Newcastle United.
Wan-Bissaka var fra skiftet fast mand på holdet, men efter ankomsten af Ralf Rangnick som træner, og senere også under nye træner Erik ten Hag, fik han sin spilletid reduceret, da de to trænere foretrak Diogo Dalot på højre-back positionen.

### West Ham United
Wan-Bissaka skiftede i august 2024 til West Ham United.

## Landsholdskarriere
Aaron Wan-Bissaka er engelsk, født i Croydon i London, men har congolesisk afstamning.
Wan-Bissaka spillede en enkel kamp for DR Congos U/20-landshold i oktober 2015. Efter at have imponeret for Crystal Palaces akademihold, så skiftede han til Englands U/20-landshold, som han spillede 2 kampe for. Han har også spillet 3 kampe for Englands U/21-landshold.
Wan-Bissaka har endnu ikke fået en førsteholdskamp for det engelsk a-landshold endnu. Hovedsageligt så nævnes det at England har mange gode højre backer som er aktivt på det engelske landshold, og at Wan-Bissaka derfor ikke har fået en landskamp. Der har af flere omgange været rygter at Wan-Bissaka seriøst overvejede at skifte til DR Congos landshold, men indtil videre har han ikke skiftet.

## Titler
Manchester United
- FA Cup: 1 (2023-24)
- EFL Cup: 1 (2022-23)

Individuelle
- Crystal Palace Årets spiller: 1 (2018-19)
- UEFA Europa League Sæsonens hold: 1 (2020-21)